# 223-тя зенітна ракетна бригада (СРСР)
223-тя зенітна ракетна бригада (223 ЗРБр, в/ч 20152) — формування протиповітряної оборони Збройних сил СРСР, що існувало до 1992 року.
Бригада перейшла під юрисдикцію України як 223-тя зенітна ракетна бригада Збройних сил України.

## Історія
18 березня 1943 року на території Ленінградської області завершилося формування зенітно-артилерійського полку. У перших же боях частина продемонструвала високу військову підготовку. У 1945 році полк отримав орден Олександра Невського.
У 1959 році полк у числі перших частин військ протиповітряної оборони отримав ракетну бойову техніку, із того часу його було перейменовано у зенітно-ракетний.
У 1992 році бригада перейшла під юрисдикцію України як 223-тя зенітна ракетна бригада Збройних сил України.